# Palazzuolo sul Senio
Palazzuolo sul Senio is een gemeente in de Italiaanse provincie Florence (regio Toscane) en telt 1127 inwoners (01-01-2020). De oppervlakte bedraagt 109,3 km², de bevolkingsdichtheid is 10,33 inwoners per km². De gemeente is administratief gelegen in Toscane, maar geografisch gezien ligt het aan de Romagna kant van de Apennijnen. In 2020 is het de op een na minst bevolkte gemeente van de provincie. Gian Piero Moschett van de centrumlinkse partij is de burgemeester.
De volgende frazioni maken deel uit van de gemeente: Campanara, Casetta di Tiara, Mantigno, Misileo, Piedimonte, Quadalto, Salecchio, Visano.

## Geschiedenis
In de late middeleeuwen was het grondgebied van Palazzuolo een leengoed van de familie Ubaldini. In de 13e eeuw ontstond de familie Pagani die het overnam. In 1302 keerde het leengoed terug naar de familie Ubaldini. In 1362 werd het gebied een onderdeel van de Florentijnse Republiek. Samen met het nabijgelegen Firenzuola vormde het de kern van het Toscaanse Romagna. Bij een volksraadpleging in 1860 voor de annexatie van Toscane bij het Koninkrijk Sardinië kreeg het "ja" niet de meerderheid toegewezen van de inwoners (437 op 996), de grootste reden hiervoor was dat de meeste inwoners niet naar de stembus gingen uit verzet tegen de annexatie.

## Demografie
Palazzuolo sul Senio telt ongeveer 551 huishoudens. Het aantal inwoners daalde in de periode 1991-2001 met 1,7% volgens cijfers uit de tienjaarlijkse volkstellingen van ISTAT.
| Jaar | Inwoneraantal |
| ---- | ------------- |
| 1991 | 1323          |
| 2001 | 1301          |
| 2020 | 1127          |

## Geografie
De gemeente ligt op ongeveer 437 m boven zeeniveau.
Palazzuolo sul Senio grenst aan de volgende gemeenten: Borgo San Lorenzo, Brisighella (RA), Casola Valsenio (RA), Castel del Rio (BO), Firenzuola, Marradi.

## Galerij

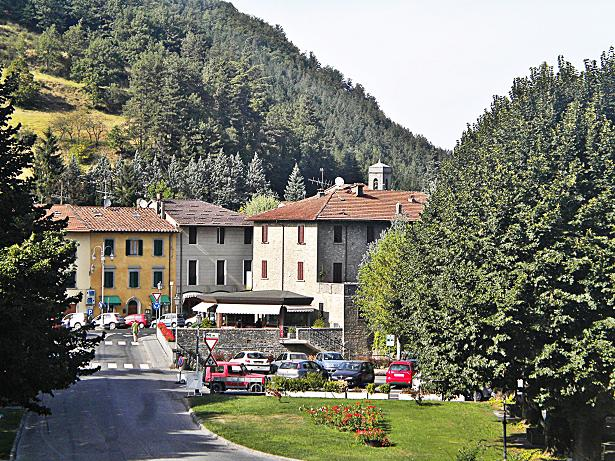
Palazzuolo sul Senio
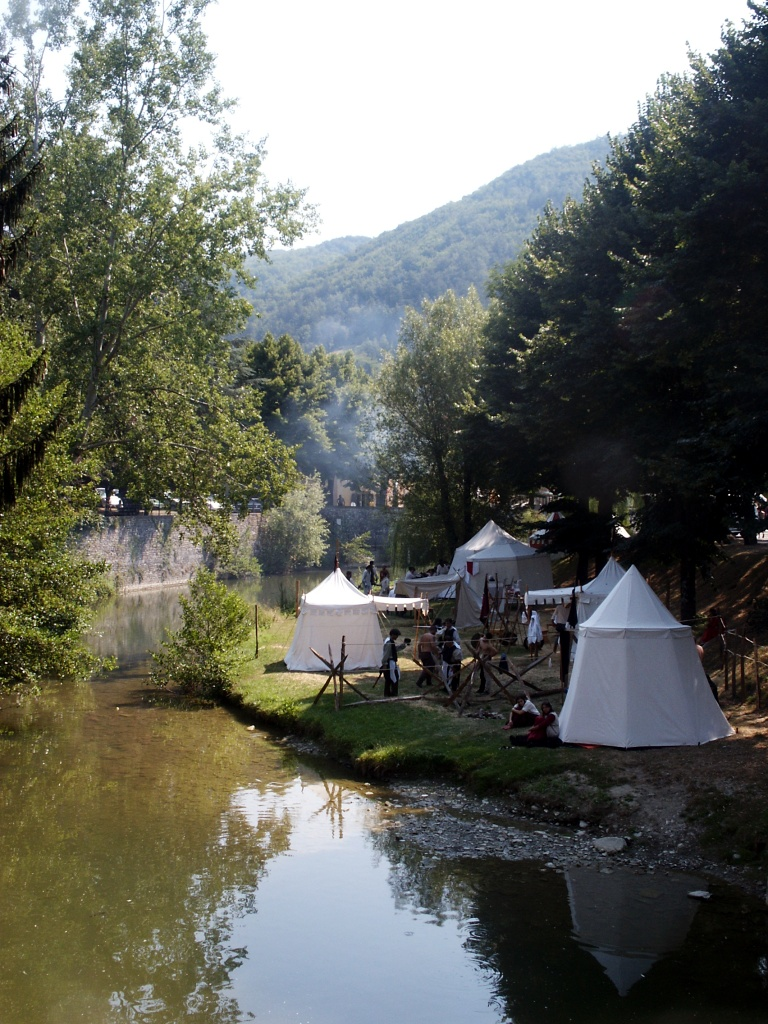
Palazzuolo sul Senio